# Zhongguo qingtongqi quanji

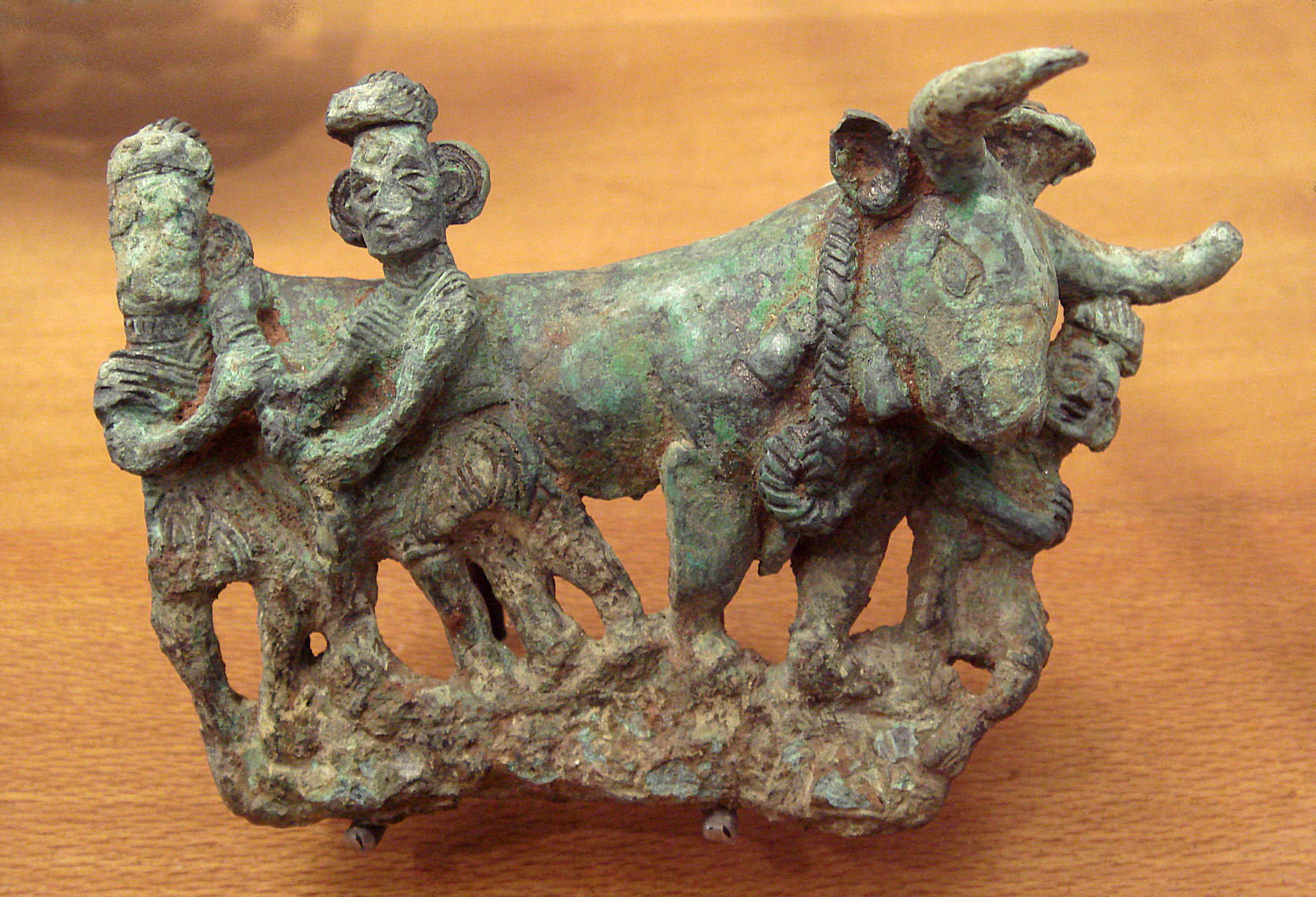
Bronzeskulpturen mit Menschen aus Dian, 3. Jh. v. Chr.

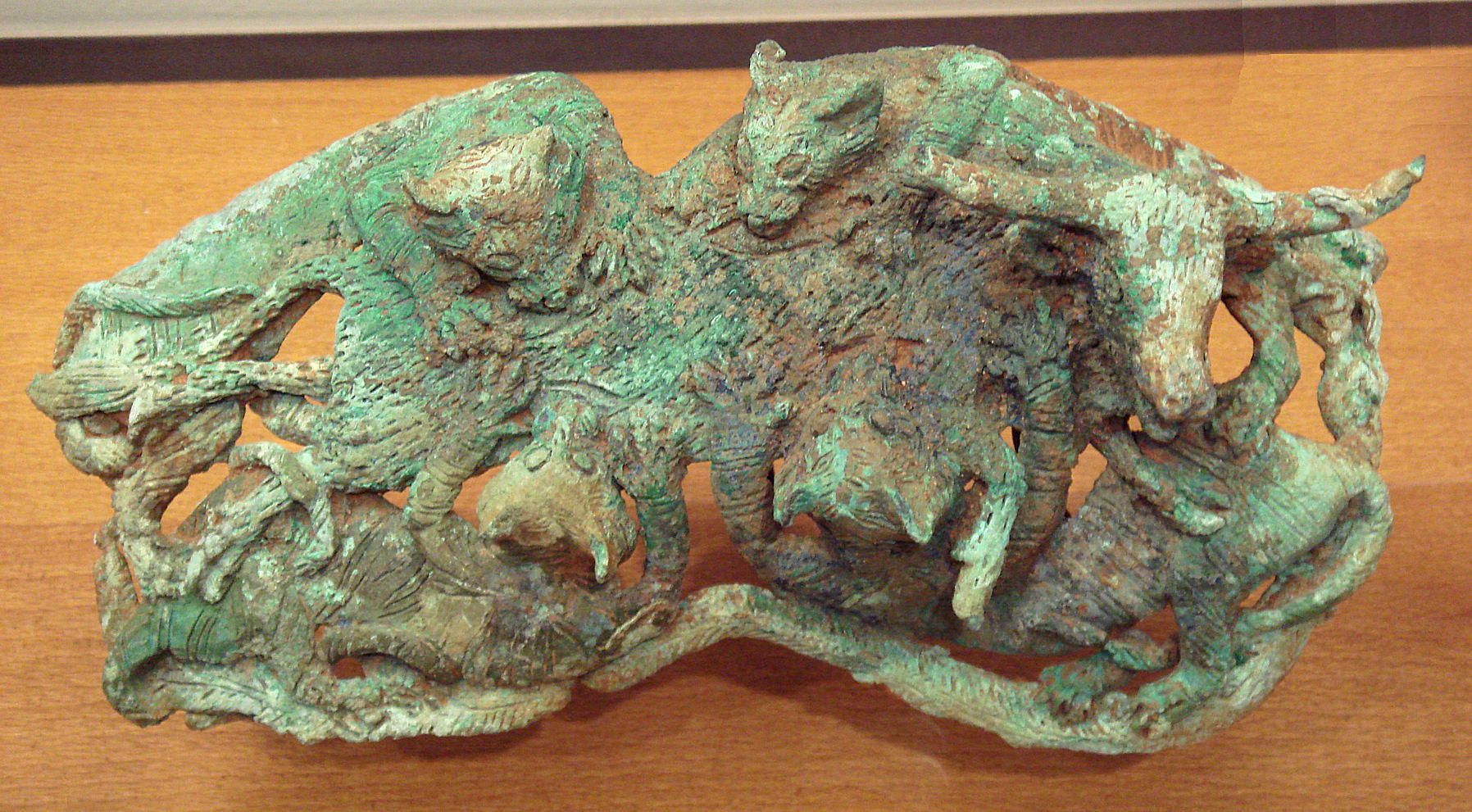
Bronzeskulpturen aus dem Königreich Dian (Raubkatzen greifen einen Ochsen an), 3. Jh. v. Chr., Yunnan, China.

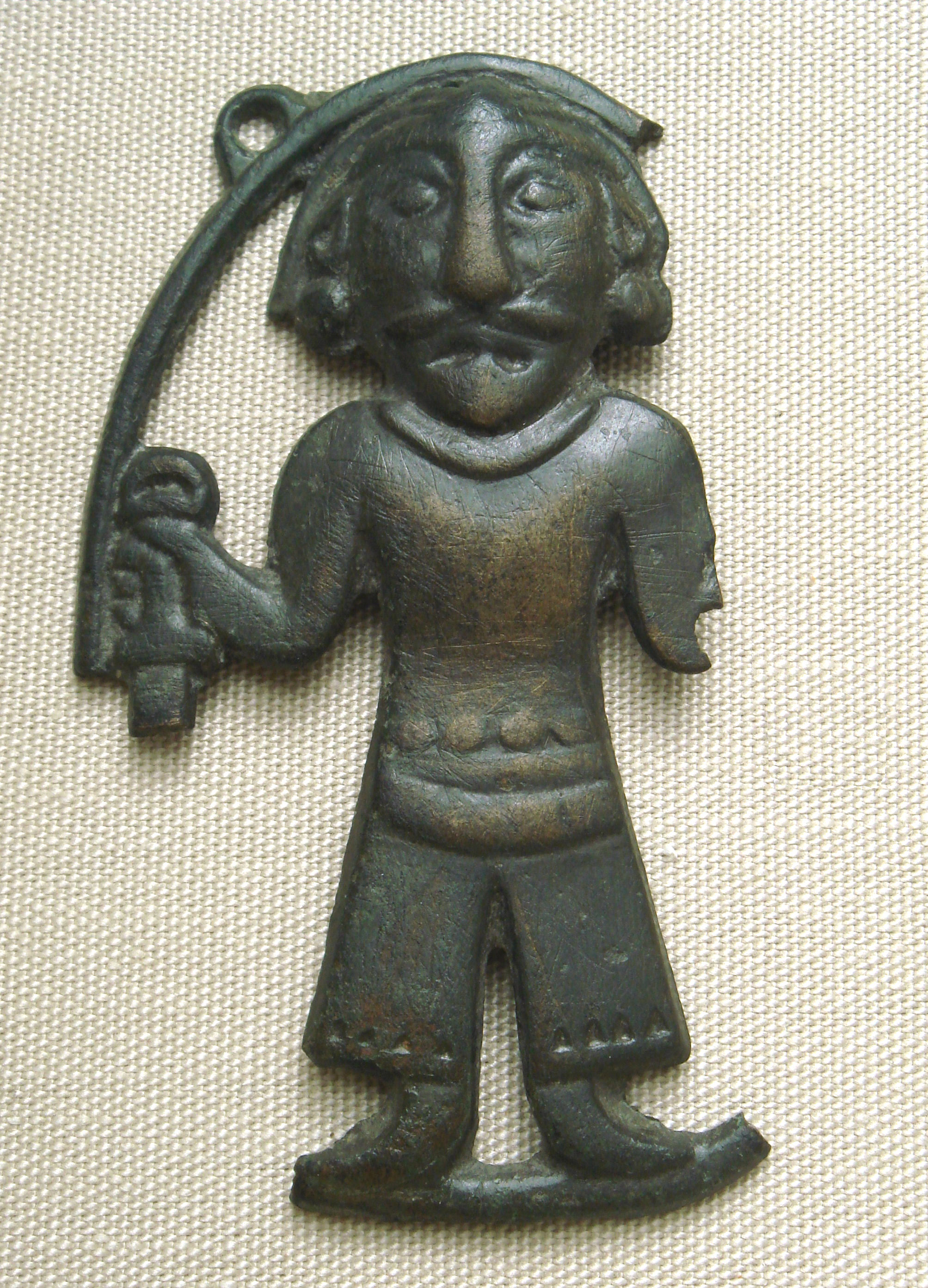
Bronzestatuette eines Mannes, Ordos, 3.–1. Jh. British Museum.

Zhongguo Qingtongqi Quanji (chinesisch 中國青銅器全集 / 中国青铜器全集, englisch Bronze Treasures of China – „Vollständige Sammlung chinesischer Bronzeobjekte“) ist eine vom Editorial Committee of Bronze Treasures Series (中国青铜器全集编辑委员会编,  Zhongguo qingtongqi quanji Bianji weiyuanhui) im Verlag Wenwu chubanshe in Peking (1993–1998) herausgegebene chinesische Buchreihe zur chinesischen Bronzekunst, in der versucht wurde, alle namhaften vorhandenen Objekte zu erfassen. Sie umfasst 16 Bände.
In Band 13 beispielsweise sind einzigartige Zeugnisse der Bronze-Kulturen der Ba und Shu aus dem alten Sichuan enthalten und die sensationellen Funde aus Sanxingdui mit ihren überlebensgroßen menschlichen Bronzefiguren und zahlreichen Bronzemasken mit hervorstehenden Augen und Nasen. Band 14 versammelt das Material der Dian-Kultur und aus Kunming (Yunnan) in Südchina. Angrenzend an Vietnam sind diese Dong-Son-ähnlichen Bronzen Darstellungen von Menschen und Tieren (insbesondere Büffeln). Der Guss der Tier- und Menschenfiguren dieser Region zählt zu den realistischsten in ganz China. Die Bronzen der nördlichen Nationalitäten in Band 15 sind überwiegend Ordos-Bronzen aus dem nördlichen Gebiet und der Inneren Mongolei.

## Übersicht
- 1 Xia-Dynastie 夏 und Shang-Dynastie 商
- 2–4 Shang-Dynastie 商
- 5–6 Westliche Zhou-Dynastie 西周
- 7–11 Östliche Zhou-Dynastie 东周
- 12 Qin-Dynastie 秦 und Han-Dynastie 汉
- 13 Ba-Kultur 巴 und Shu-Kultur 蜀
- 14 Dian 滇 und Kunming 昆明
- 15 Nördliche Randvölker (Beifang minzu) 北方民族
- 16 Quanji 铜竟 Bronzespiegel